# Tôn Lượng
Tôn Lượng (chữ Hán: 孫亮, bính âm: Sun Liang (243 - 260) tự là Tử Minh (子明), là vị hoàng đế thứ hai của nhà Đông Ngô trong thời kỳ Tam Quốc của lịch sử Trung Quốc.

## Thân thế
Tôn Lượng là con trai út của Ngô Đại đế Tôn Quyền, vua đầu tiên của nhà Đông Ngô. Trong số những người anh của ông thì Tôn Đăng, Tôn Lự mất sớm, thái tử Tôn Hòa bị phế truất, hoàng tử thứ tư là Tôn Bá do có âm mưu tạo phản nên cũng bị ép tự tử, hai người anh còn lại là hoàng tử thứ năm Tôn Phấn và hoàng tử thứ sáu Tôn Hưu đều không được vua cha xem trọng, do đó Tôn Lượng được lập làm thái tử. Mẹ ông là Phan thị cũng được phong làm hoàng hậu.
Năm 252, Phan hoàng hậu bị một ả cung nữ sát hại, ít lâu sau Tôn Quyền cũng qua đời. Tôn Lượng lúc đó mới 10 tuổi được lập làm hoàng đế.

## Hoàng đế Đông Ngô

### Xử án mật mơ
Tục truyền có lần Tôn Lượng đi thưởng ngoạn trong vườn, muốn ăn một quả mơ xanh. Ông bèn sai viên hoàng môn đi lấy mật mơ. Khi hoàng môn đem mật đến, Tôn Lượng thấy trong chén mật có mấy viên phân chuột, bèn gọi quan giữ kho đến hỏi lý do. Quan giữ kho kiên quyết chối không nhận. Để tìm ra thủ phạm, Tôn Lượng hỏi
Hoàng môn có đến đòi mật ăn bao giờ không?
Viên giữ kho trả lời rằng có, nhưng hắn không có cho. Tôn Lượng nghĩ rằng hoàng môn thù viên giữ kho không cho mật nên tìm cớ hãm hại, bèn sai cắt phân chuột ra nếu trong thấm mật thì đã lâu còn khô ráo thì mới bỏ vào, quả nhiên khi cắt ra thì bên trong khô. Viên hoàng môn đành phải nhận tội.

### Gia Cát Khác nắm quyền
Từ sau khi Tôn Lượng lên nối ngôi thì tuổi của ông vẫn còn nhỏ, quyền hành trong triều do các đại thần là Gia Cát Khác, Đằng Dận, Lã Đại phụ chính.
Những năm đầu tiên thời Tôn Lượng, Gia Cát Khác ra lệnh thủ tiêu chế độ giám sát dân, bỏ chức quan Giám sát, xóa bỏ thuế còn nợ của dân và xóa bỏ thuế quan. Do đó nhân dân trong nước Đông Ngô rất ca ngợi Gia Cát Khác.
Tháng chạp năm đó, nhân Tôn Quyền mới mất, đại thần nước Ngụy Tư Mã Sư chia quân thành ba cánh tiến công vào Đông Ngô. Gia Cát Khác nghe tin, bèn mang 4 vạn quân đi ngày đêm tới Đông Hưng cứu viện. Hồ Tôn lệnh cho quân sĩ làm cầu nổi vượt qua hồ, tiến gần vào đập, chia quân làm 2 đường. Gia Cát Khác bèn cắt đặt Đinh Phụng cùng Lã Cứ, Lưu Tán đi trước. Đinh Phụng hành quân khẩn cấp đến chiếm cứ Từ Đường, nhân lúc Hồ Tôn trễ nải canh phòng vì trời đang tuyết, phát lệnh tấn công. Quân tiên phong của Tào Ngụy bị đánh tan tành, cùng lúc cánh quân Lã Cứ tiến đến trợ chiến, quân Ngụy đại bại, rơi xuống sông chết rất nhiều.
Quân Ngô đại thắng, giết hơn 1 vạn quân Ngụy và thu nhiều xe cộ, trâu ngựa. Do chiến công này, Tôn Lượng phong cho Gia Cát Khác làm Dương Đô hầu, cai quản Kinh châu và Dương châu, nắm toàn quyền trong quân đội.
Đầu năm 253, Gia Cát Khác muốn thừa thắng diệt Ngụy, bèn hạ lệnh triệu tập toàn bộ thanh niên trai tráng trong nước, tiến hành bắc phạt, bất chấp sự phản đối của các triều thần khác. Tháng 3 năm đó, hơn 20 vạn quân Ngô tiến quân lên phía bắc, tiến đánh Tân Thành. Tướng Ngụy là Trương Đặc cố thủ thành trì, khiến Gia Cát Khác đánh mãi không hạ được. Quân Ngô sinh ra mệt mỏi, chán nản, nhiều người mắc bệnh. Gia Cát Khác cho rằng họ lười biếng nên dọa giết, vì vậy từ đó không ai dám báo cáo về tình hình quân sĩ mang bệnh. Quân tướng bất mãn với Gia Cát Khác, nhiều người bỏ sang hàng Ngụy. Giữa lúc đó tướng Ngụy Vô Khâu Kiệm và Văn Khâm phát động tấn công, quân Ngô thua tan tác, rút về Kiến Nghiệp.
Sau khi về kinh, Gia Cát Khác lại tiến hành thanh trừng và chém giết những người không phục mình và chuẩn bị đánh Ngụy lần nữa. Điều này khiến Gia Cát Khác mất lòng người dân Đông Ngô.

### Đảo chính cung đình
Thấy Gia Cát Khác ngang ngược, tông thất nước Ngô là Tôn Tuấn quyết định tiến hành đảo chính để lật đổ ông ta. Tôn Tuấn tâu với Tôn Lượng việc này và được ông đồng tình. Tháng 10 năm đó, Tôn Tuấn bày tiệc rượu trong cung và mời Gia Cát Khác đến. Gia Cát Khác không nghe lời Trương Ước, tự mình vào cung mà không đề phòng gì
Khi Gia Cát Khác đang uống rượu, Tôn Lượng đi ra theo kế hoạch từ trước, Tôn Tuấn cũng lấy cớ ra nhà tiêu, thay bộ quần áo ngắn rồi bất ngờ ra lệnh cho quân đao phủ vào bắt Gia Cát Khác theo chiếu lệnh. Gia Cát Khác không kịp trở tay, bị Tôn Tuấn chém cùng với Trương Ước. Triều đình ra lệnh tru di toàn bộ họ Gia Cát.

### Tôn Lâm chuyên chính
Sau khi diệt xong Gia Cát Khác, Tôn Lượng phong cho Tôn Tuấn làm thừa tướng. Nhiều người không phục Tôn Tuấn thường sai người ám sát ông ta khiến triều chính rối loạn. Tôn Tuấn cho thanh trừng dã man những người chống đối mình.
Năm 255, Tôn Tuấn đem quân đánh Ngụy, giao chiến ở Hoài Hà và giành thắng lợi, buộc tướng Ngụy Văn Khâm đầu hàng. Từ đó quyền lực của Tôn Tuấn lớn mạnh. Năm sau, Tuấn sai Lã Cử đem quân đánh Ngụy lần thứ hai, nhưng khi chiến tranh đang diễn ra thì Tôn Tuấn qua đời. Em là Tôn Lâm lên kế nhiệm chức thừa tướng, giữ chức Thị trung vũ vệ tướng quân, nắm quyền trong triều.
Triều đình vẫn có nhiều người không phục Tôn Lâm chuyên quyền. Tướng quân Lã Cứ và Văn Khâm dâng biểu xin phong Đằng Dận làm thừa tướng để chống lại Tôn Lâm. Tôn Lâm biết chuyện bèn giết chết cả hai người. Sau đó Tôn Lâm lại thanh trừng tướng chống đối khác là Chu Dị, ngày càng trở nên kiêu căng hống hách.
Năm 258, tướng Ngụy là Gia Cát Đản khởi binh chống quyền thần Tư Mã Chiêu, đề nghị Đông Ngô hợp tác. Tôn Lâm sai Toàn Dịch cùng Văn Khâm mang quân vượt sông giúp Gia Cát Đản, còn mình cũng khởi đại binh theo sau đóng ở xa Thọ Xuân. Trong khi Gia Cát Đản bị Tư Mã Chiêu vây hãm trong thành, Tôn Lâm không đến ứng cứu, cuối cùng Gia Cát Đản bị diệt.

## Bị phế và qua đời
Năm 257, Tôn Lượng lên 14 tuổi, bắt đầu tự quyết việc triều chính và tự thiết lập cho mình một đội hộ vệ riêng gồm những thanh niên cùng tuổi với mình. Tôn Lâm thấy không còn chuyên quyền được như trước và tỏ ra lo lắng về sự trưởng thành của ông.
Năm 258, sau thất bại ở miền Bắc, Tôn Lâm thấy vua không bằng lòng với mình, bèn không về Kiến Nghiệp, và sai những người thân tín vào làm túc vệ bên cạnh Tôn Lượng, thay những người Tôn Lượng đã lựa chọn. Tôn Lượng càng tức giận, bèn sai tướng Lưu Thừa (劉丞) và cha vợ là Toàn Thượng (全尚) cùng anh rể Toàn Ký (全記) chuẩn bị lật đổ Tôn Lâm.
Tuy nhiên, Toàn Thượng lại lộ chuyện với vợ. Vợ Toàn Thượng là chị họ Tôn Lâm nên báo cho Tôn Lâm biết. Tôn Lâm lập tức ra tay trước, mang quân bắt giữ Toàn Thượng, giết Lưu Thừa, rồi mang quân vào bao vây cung điện, lấy cớ Tôn Lượng bị điên, ép các quan phế truất ông, giáng ông làm Cối Kê vương.
Tôn Lâm lập anh ông là Tôn Hưu lên ngôi tức là Ngô Cảnh đế. Mấy tháng sau, Tôn Hưu tiến hành đảo chính lật đổ và giết chết Tôn Lâm. nhưng Hưu vẫn lo ông sẽ có âm mưu chống lại mình.
Năm 260, ở Cối Kê xuất hiện bài đồng dao, đại ý nói Tôn Lượng sẽ có thể trở về Kiến Nghiệp. Sau lại có người tố cáo ông dùng phép thuật chống lại Tôn Hưu. Tôn Hưu tức giận, sai giải Tôn Lượng đến điều tra, cuối cùng ông bị giáng làm Hầu Quan hầu và bị đày đến Hầu Quan, giữa đường thì ông qua đời. Tam quốc chí cho rằng có thể Tôn Lượng tự sát, song cũng có thuyết nói cái chết của ông là do Tôn Hưu sai người đầu độc. Năm đó Tôn Lượng 18 tuổi.

## Gia đình
- Cha: Ngô Đại Đế Tôn Quyền
- Mẹ: Phan hầu
- Anh em
  - Tôn Đăng, tự Tử Cao (mất sớm)
  - Tôn Lự, tự Tử Trí
  - Tôn Hòa, tự Tử Hiếu
  - Tôn Bá, tự Tử Uy
  - Tôn Phấn, tự Tử Dương
  - Tôn Hưu, tự Tử Liệt
  - Tôn Lỗ Ban (chị)
  - Tôn Dục (chị)
- Hậu phi
  - Toàn Huệ Giải, năm 253 được lập làm hoàng hậu